# Louis Herrey
Per Louis Herrey, född 3 november 1966 i Göteborg. Som medlem i Herreys tillsammans med sina bröder Per och Richard Herrey vann han Eurovision Song Contest 1984 med låten Diggi loo diggi ley.
Herreys vann Melodifestivalen den 25 februari 1984 och Eurovision Song Contest den 5 maj 1984. Under åren 1984–1985 turnerade Herreys mycket såväl i Sverige som utomlands. Gruppen vann tidningen OKEJ:s pris 1985 för bästa svenska artist med mer än dubbelt så många poäng som tvåan Carola. Under sitt turnerande slog de 20 publikrekord.
Herrey bor i Kungsbacka och är skolchef och lärare för Jesu Kristi Kyrka av Sista Dagars Heliga utbildningsverksamhet. Han har även tjänstgjort som biskop i Jesu Kristi Kyrka av Sista Dagars Heliga i Södertälje.